# マイケル・キーン
マイケル・ヴィンセント・キーン（Michael Vincent Keane, 1993年1月11日 - ）は、イングランド・ストックポート出身のサッカー選手。エヴァートンFC所属。元イングランド代表。ポジションはDF。
双子の弟のウィル・キーンもサッカー選手。

## 略歴

### クラブ
マンチェスター・ユナイテッドの下部組織出身。2011年10月25日に行われたカーリング・カップの決勝トーナメント1回戦、オールダーショット・タウンFC戦においてエゼキエル・フライアーズとの交代で後半25分から出場しトップチームデビューを3-0の勝利で飾った。2012年5月、マンチェスター・ユナイテッドのウェブサイトのファン投票によるデンジル・ハルーン年間最優秀リザーブ選手に選出された。
2012年11月6日、チームメートのジェシー・リンガードと共にチャンピオンシップのレスター・シティFCへ1か月間のレンタル移籍が決定し、移籍当日のボルトン・ワンダラーズFC戦に先発出場しリーグデビューした。12月5日には翌年1月2日まで、2013年1月4日にはさらに1か月レンタル期間が延長され、同月24日にはシーズン終了までレスターに残留することが決定した。
2013年11月28日、翌年1月2日までのレンタルでダービー・カウンティFCに加入。レンタル終了日に1月いっぱいまで期間が延長された。
2014年3月7日、チャンピオンシップのブラックバーン・ローヴァーズFCにシーズン終了まで期限付き移籍した。
2014年8月23日、プレミアリーグ第2節のサンダーランドAFC戦で、クリス・スモーリングに代わり出場しマンチェスター・ユナイテッドでのリーグデビューを果たした。9月2日、プレミアリーグに昇格したバーンリーFCに翌年1月まで期限付き移籍。2015年1月8日、バーンリーに3年半の契約で完全移籍することが決定した。
2017年7月3日、エヴァートンFCと5年契約を結び、移籍金はクラブ歴代最高額の3000万ポンドとなっている。
エヴァートンとの契約は2025年6月末で満了を迎えたが、2025年7月4日に2025-26シーズンの契約を結んで引き続きエヴァートンでプレーすることになった。

### 代表
2017年3月22日、ドイツ代表との親善試合で初出場を飾った。

## 個人成績
| クラブ                      | シーズン | リーグ             | リーグ | リーグ | FAカップ | FAカップ | リーグカップ | リーグカップ | その他 | その他 | 合計 | 合計 |
| クラブ                      | シーズン | リーグ             | 出場   | 得点   | 出場     | 得点     | 出場         | 得点         | 出場   | 得点   | 出場 | 得点 |
| --------------------------- | -------- | ------------------ | ------ | ------ | -------- | -------- | ------------ | ------------ | ------ | ------ | ---- | ---- |
| マンチェスター・U           | 2011-12  | プレミアリーグ     | 0      | 0      | 0        | 0        | 1            | 0            | 0      | 0      | 1    | 0    |
| マンチェスター・U           | 2012-13  | プレミアリーグ     | 0      | 0      | 0        | 0        | 2            | 0            | 0      | 0      | 2    | 0    |
| マンチェスター・U           | 2013-14  | プレミアリーグ     | 0      | 0      | —        | —        | 0            | 0            | 0      | 0      | 0    | 0    |
| マンチェスター・U           | 2014-15  | プレミアリーグ     | 1      | 0      | —        | —        | 1            | 0            | —      | —      | 2    | 0    |
| レスター・シティ (loan)     | 2012-13  | チャンピオンシップ | 22     | 2      | 3        | 1        | —            | —            | 2      | 0      | 27   | 3    |
| ダービー・カウンティ (loan) | 2013-14  | チャンピオンシップ | 7      | 0      | 1        | 0        | —            | —            | —      | —      | 8    | 0    |
| ブラックバーン (loan)       | 2013-14  | チャンピオンシップ | 13     | 3      | —        | —        | —            | —            | —      | —      | 13   | 3    |
| バーンリー (loan)           | 2014-15  | プレミアリーグ     | 10     | 0      | 1        | 0        | —            | —            | —      | —      | 11   | 0    |
| バーンリー                  | 2014-15  | プレミアリーグ     | 11     | 0      | 1        | 0        | —            | —            | —      | —      | 12   | 0    |
| バーンリー                  | 2015-16  | チャンピオンシップ | 44     | 5      | 2        | 0        | 0            | 0            | —      | —      | 46   | 6    |
| バーンリー                  | 2016-17  | プレミアリーグ     | 35     | 2      | 4        | 0        | 0            | 0            | —      | —      | 39   | 2    |

## タイトル

### 個人
- マンチェスター・ユナイテッド年間最優秀リザーブ賞（2011-2012年）

## 代表歴

### 出場大会
- U-19イングランド代表
  - 2012年 - UEFA U-19欧州選手権（ベスト4）
- U-21イングランド代表
  - 2015年 - UEFA U-21欧州選手権（グループリーグ敗退）

### 試合数
- 国際Aマッチ（2試合0得点）2017年 - 現在

| イングランド代表 | 国際Aマッチ | 国際Aマッチ |
| 年               | 出場        | 得点        |
| ---------------- | ----------- | ----------- |
| 2017             | 1           | 0           |
| 2019             | 1           | 0           |
| 通算             | 2           | 0           |